# Premio Stephen Dedalus
Il premio letterario Stephen Dedalus è un riconoscimento che viene assegnato annualmente a due opere (tre dall'edizione 2009), una di narrativa e una di poesia (e, dal 2009, una di saggistica), edite in Italia nell'anno di riferimento.

## Storia
Il premio nasce a Forlì nell'anno 2005.

## Modalità
Vengono premiati testi che incidano sul presente e che non siano destinati a restare il caso o la moda di pochi mesi. In questa scelta verranno coinvolti anche i ‘lettori forti’ (quelli appunto che non si fanno condizionare dalle mode), raggiunti via internet oppure attraverso il circuito delle biblioteche e delle associazioni, e il mondo della scuola, con insegnanti e studenti che potranno creare loro percorsi didattici a partire dalle opere finaliste o vincitrici del premio.

## Vincitori
- 2005 - per la narrativa Emanuele Trevi, Senza verso. Un'estate a Roma (Laterza) - per la poesia Alberto Bellocchio, "Il libro della famiglia" (Il Saggiatore)
- 2006 - per la narrativa Aldo Nove, “Mi chiamo Roberta, ho 40 anni, guadagno 250 euro al mese…” (Einaudi) - per la poesia Franco Buffoni, "Guerra" (Mondadori)
- 2007 - per la narrativa Walter Siti, Troppi paradisi (Einaudi) - per la poesia Antonella Anedda, "Dal balcone del corpo" (Mondadori)
- 2009 - per la narrativa Franco Arminio, Vento forte tra Lacedonia e Candela. Esercizi di paesologia (Laterza) - per la poesia Mario Benedetti, Pitture nere su carta (Mondadori), per la saggistica Marco Belpoliti, "Il corpo del capo" (Guanda)
- 2011 - per la narrativa Franco Arminio, Cartoline dai morti (Nottetempo) - per la poesia Milo De Angelis, "Quell'andarsene nel buio dei cortili"(Mondadori), per la saggistica Massimo Rizzante, "Non siamo gli ultimi" (Effigie).
- 2013 - per la narrativa Valerio Magrelli, Geologia di un padre (Einaudi) - per la poesia Cristina Alziati, Come non piangenti (Marcos y Marcos) - per la saggistica Daniele Giglioli, Senza trauma (Quodlibet).